# Down in the Groove
| 전문가 평가                   | 전문가 평가 |
| 평가 점수                     | 평가 점수   |
| 출처                          | 점수        |
| ----------------------------- | ----------- |
| AllMusic                      | [ 1 ]       |
| Robert Christgau              | C+          |
| Entertainment Weekly          | C+          |
| MusicHound                    | [ 4 ]       |
| Rolling Stone                 | [ 5 ]       |
| The Rolling Stone Album Guide | [ 6 ]       |

《Down in the Groove》는 미국의 싱어송라이터 밥 딜런이 1988년 5월 30일, 컬럼비아 레코드에서 발매한 스물다섯 번째 스튜디오 음반이다.
이 음반은 거의 만장일치로 부정적인 평가를 받은 딜런의 2번째 연속 음반이었다. 음반 경력의 부진을 겪고 있던 시기에 발매된 판매량은 미국 61위, 영국 32위에 그치는 등 실망스러웠다.

## 녹음
《롤링 스톤》 비평가 데이비드 프리케는 "딜런의 기준에도 불구하고 이 음반은 이상하고 어려운 탄생기를 맞았다"고 썼다. 이어 "반년 이상 출시가 지연됐고 트랙 상장도 최소 3차례 이상 변경됐다. 음악가들의 크레딧이 어떤 지표라면 최종 컷을 만든 곡들은 6년에 걸쳐 펼쳐지는 6개의 서로 다른 녹음 세션에서 나온 것이다." 이전의 《Knocked Out Loaded》처럼 딜런은 다시 한번 정상보다 많은 협력자를 사용했다.

## 투어
《Down in the Groove》가 발매된 직후 딜런은 음반을 지지하기 위해 북미 여름 투어에 나섰다. 첫 공연은 1988년 6월 7일 캘리포니아주 콩코드의 콩코드관에서 열렸으며, 이전의 투어와는 극적인 전환이었다. 최근 몇 년 동안 딜런은 믹 테일러, 이안 맥라건, 그레이트풀 데드, 톰 페티 앤 더 하트브레이커스와 같은 유명 아티스트들과 함께 일하는 더 큰 앙상블에 의존해왔다. 이번에 딜런은 기타리스트 G. E. 스미스(《새터데이 나이트 라이브》 명성), 베이시스트 케니 애런슨, 드러머 크리스토퍼 파커로 구성된 소규모의 "개러지 록" 형식의 콤보를 중심으로 콘서트를 기획했다(6월 초 공연에서는 눈에 띄는 예외가 있었고, 그 콘서트들은 닐 영의 두 번째 리드 기타리스트를 등장시켰는데, 그 당시 그의 경력 또한 침체기에 있었다).
노래 선택은 또한 모험적이 되어, 다른 밤들의 세트리스트들은 서로 거의 닮지 않았다. 이 콘서트는 또한 풀밴드, 일렉트릭 세트와 더 작은 어쿠스틱 세트(스미스가 딜런의 유일한 반주를 제공함)로 번갈아 연주될 것이다. 딜런이 자신의 작곡에 크게 의존했던 이전의 쇼와는 확연히 다른, 끝없는 다양한 전통적인 커버곡을 삽입한 것은 어쿠스틱 세트 동안이었다.
이 콘서트는 처음에는 작은 관심을 받았지만 곧 후한 찬사를 받게 될 것이다. 딜런이 대부분의 시간을 도로에서 보내고 있었기 때문에, 딜런의 나이 또래로서는 투어 일정도 놀라웠다. 투어의 한 쪽 다리가 끝나는 것처럼 딜런은 곧 또 다른 다리 일정을 잡게 될 것이고, 이것은 앞으로도 여러 해 동안 계속될 것이다. 그 결과 딜런의 쇼는 이제 종종 "Never Ending Tour"로 언급된다. 지원 인력은 앞으로 몇 년 동안 많은 변화를 겪게 되겠지만 1988년 여름부터 시작된 기본 형식은 오늘날까지 계속될 것이다.

## 곡 목록
| #  | 제목                            | 작사·작곡                               | 재생 시간 |
| -- | ------------------------------- | --------------------------------------- | --------- |
| 1. | 〈Let's Stick Together〉        | 윌버트 해리슨                           | 3:09      |
| 2. | 〈When Did You Leave Heaven?〉  | 월터 불록, 리처드 휘팅                  | 2:15      |
| 3. | 〈Sally Sue Brown〉             | 아서 알렉산더, 얼 몽고메리, 톰 스태퍼드 | 2:29      |
| 4. | 〈Death Is Not the End〉        | 밥 딜런                                 | 5:10      |
| 5. | 〈Had a Dream About You, Baby〉 | 딜런                                    | 2:53      |

| #  | 제목                                              | 작사·작곡              | 재생 시간 |
| -- | ------------------------------------------------- | ---------------------- | --------- |
| 1. | 〈Ugliest Girl in the World〉                     | 딜런, 로버트 헌터      | 3:32      |
| 2. | 〈Silvio〉                                        | 딜런, 헌터             | 3:05      |
| 3. | 〈Ninety Miles an Hour (Down a Dead End Street)〉 | 할 블레어, 돈 로버트슨 | 2:56      |
| 4. | 〈Shenandoah〉                                    | 민요, 딜런 (편곡)      | 3:38      |
| 5. | 〈Rank Strangers to Me〉                          | 알버트 E. 브럼리       | 2:57      |